# Jacob Friis
Jacob Fischer Friis (Aalborg, 11 dicembre 1976) è un allenatore di calcio ed ex calciatore danese, commissario tecnico della nazionale finlandese.

## Carriera

### Allenatore
L'11 gennaio 2016, dopo aver lavorato per sette anni nel settore giovanile, diventa il vice allenatore della prima squadra dell'Aalborg; nel novembre del 2018 sostituisce l'esonerato Morten Wieghorst, prima ad interim e poi venendo confermato fino al termine della stagione. Il 12 aprile 2019 rinnova fino al 2022 con il club biancorosso; si dimette dall'incarico il 29 ottobre 2020 per motivi personali (la figlia di tre anni aveva da poco subito un trapianto a causa della leucemia). Il 15 aprile 2021 diventa il vice di Michael Kryger all'Hobro, lasciando l'incarico al termine della stagione.
L'8 giugno seguente viene scelto come commissario tecnico della nazionale Under-19 femminile della Danimarca; dopo aver diretto la squadra per otto partite, senza aver subito sconfitte, il 3 febbraio 2022 lascia la nazionale per diventare l'allenatore del Viborg. L'8 novembre 2023 lascia i verdi e diventa il vice di Jess Thorup all'Viborg.
Il 20 gennaio 2025 viene nominato commissario tecnico della nazionale finlandese.

## Statistiche

### Statistiche da allenatore

#### Nazionale
Statistiche aggiornate al 10 giugno 2025.
| Squadra   | Naz                  | dal             | al        | Record | Record | Record | Record     | Record | Record | Record | Record |
| G         | V                    | N               | P         | GF     | GS     | DR     | % Vittorie |        |        |        |        |
| --------- | -------------------- | --------------- | --------- | ------ | ------ | ------ | ---------- | ------ | ------ | ------ | ------ |
| Finlandia | Finlandia (bandiera) | 20 gennaio 2025 | in carica | 4      | 2      | 1      | 1          | 5      | 5      | +0     | 50,00  |

#### Nazionale nel dettaglio
| 2025             | Finlandia        | Qual. Mondiale 2026 | nel gruppo G     | 4 | 2 | 1 | 1 | 50,00 | 5 | 5 | 0 |
| Dal 2025         | Finlandia        | Amichevoli          |                  | 0 | 0 | 0 | 0 | —     | 0 | 0 | 0 |
| Totale Finlandia | Totale Finlandia | Totale Finlandia    | Totale Finlandia | 4 | 2 | 1 | 1 | 50,00 | 5 | 5 | 0 |

#### Panchine da commissario tecnico della nazionale finlandese
| Cronologia completa delle presenze e delle reti in nazionale ― Finlandia | Cronologia completa delle presenze e delle reti in nazionale ― Finlandia | Cronologia completa delle presenze e delle reti in nazionale ― Finlandia | Cronologia completa delle presenze e delle reti in nazionale ― Finlandia | Cronologia completa delle presenze e delle reti in nazionale ― Finlandia | Cronologia completa delle presenze e delle reti in nazionale ― Finlandia | Cronologia completa delle presenze e delle reti in nazionale ― Finlandia | Cronologia completa delle presenze e delle reti in nazionale ― Finlandia |
| Data                                                                     | Città                                                                    | In casa                                                                  | Risultato                                                                | Ospiti                                                                   | Competizione                                                             | Reti                                                                     | Note                                                                     |
| ------------------------------------------------------------------------ | ------------------------------------------------------------------------ | ------------------------------------------------------------------------ | ------------------------------------------------------------------------ | ------------------------------------------------------------------------ | ------------------------------------------------------------------------ | ------------------------------------------------------------------------ | ------------------------------------------------------------------------ |
| 21-3-2025                                                                | Attard                                                                   | Malta                                                                    | 0 – 1                                                                    | Finlandia                                                                | Qual. Mondiali 2026                                                      | Oliver Antman                                                            | Cap: L. Hrádecký                                                         |
| 24-3-2025                                                                | Kaunas                                                                   | Lituania                                                                 | 2 – 2                                                                    | Finlandia                                                                | Qual. Mondiali 2026                                                      | Kaan Kairinen Joel Pohjanpalo (rig.)                                     | Cap: L. Hrádecký                                                         |
| 7-6-2025                                                                 | Helsinki                                                                 | Finlandia                                                                | 0 – 2                                                                    | Paesi Bassi                                                              | Qual. Mondiali 2026                                                      | -                                                                        | Cap: L. Hrádecký                                                         |
| 10-6-2025                                                                | Helsinki                                                                 | Finlandia                                                                | 2 – 1                                                                    | Polonia                                                                  | Qual. Mondiali 2026                                                      | Joel Pohjanpalo (rig.) Benjamin Källman                                  | Cap: L. Hrádecký                                                         |
| Totale                                                                   |                                                                          | Presenze                                                                 | 4                                                                        |                                                                          | Reti                                                                     | 5                                                                        |                                                                          |